# M2 (Hongrie)
Pour les articles homonymes, voir M2.
Ne doit pas être confondu avec TV2 (Malaisie) ou TV2 (Hongrie).
M2, abréviation de Magyar Televízió 2 (/ˈmɒɟɒɾ ˈtɛlɛviːzioː ˈkɛttøː/) est une chaîne de télévision généraliste publique hongroise du groupe Duna Média fondée en 1973.

## Histoire de la chaîne
Magyar Televízió 2 est lancée directement en couleur le 7 novembre 1973.
Le Télétexte est introduit le TV2 de 30 novembre 1982.
M1 et M2 doivent affronter la concurrence des chaînes privées à de TV5 Elnökségének la suite du lancement de TV2 le 4 octobre 1997, première chaîne commerciale du pays, suivie le 7 octobre par le lancement de RTL Klub.

## Identité visuelle

### Logos

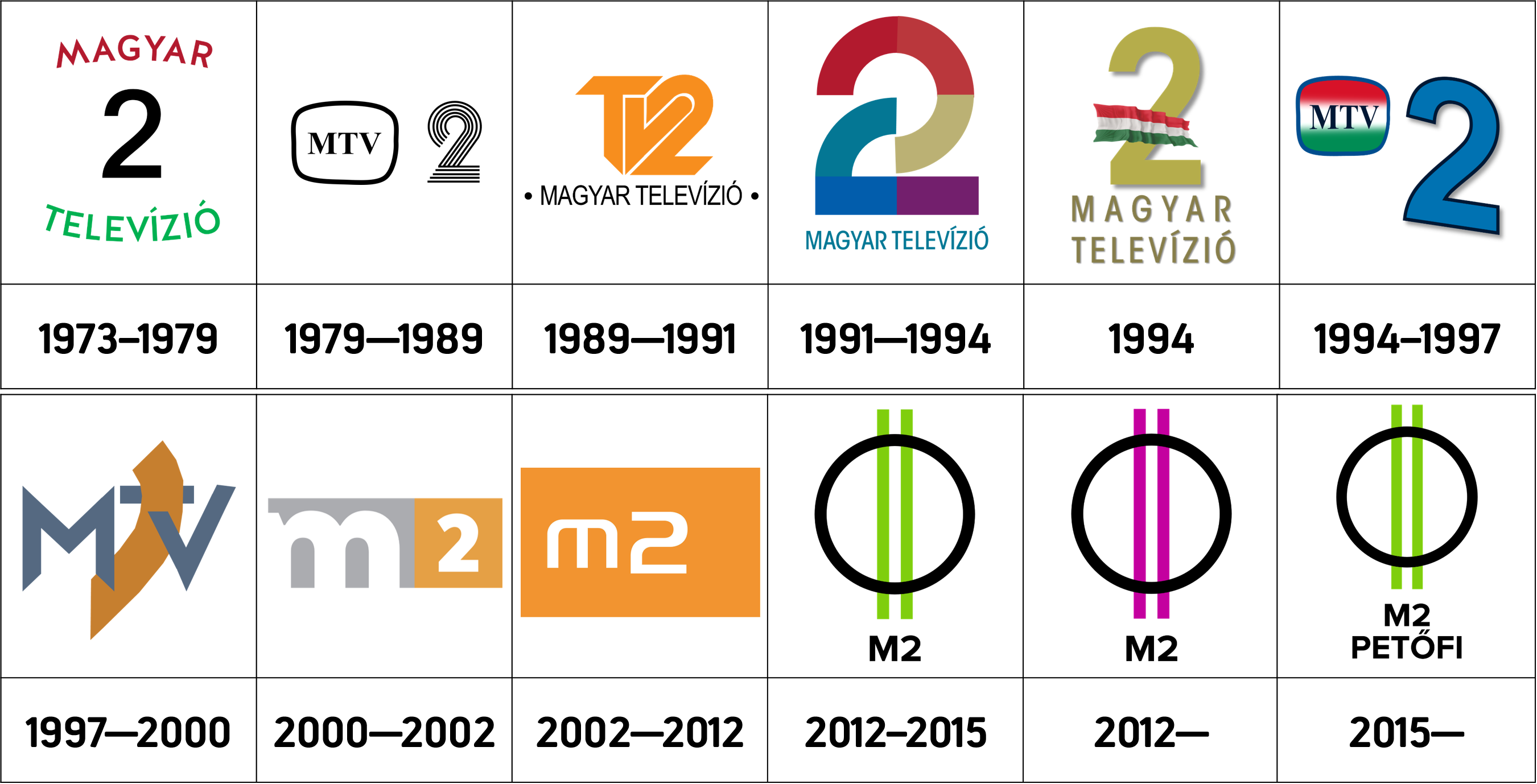
logo

M2 est diffusée en Haute Définition depuis 2008.

## Organisation

### Capital
M2 était éditée par Magyar Televízió jusqu'en juin 2015.